# Entalimorpha
Entalimorpha is een onderorde van de Scaphopoda (Stoottanden).

## Familie
- Entalinidae Chistikov, 1979